# Morelos, Santo Tomás Ocotepec
Morelos är en ort i Mexiko.   Den ligger i kommunen Santo Tomás Ocotepec och delstaten Oaxaca, i den sydöstra delen av landet, 290 km sydost om huvudstaden Mexico City. Morelos ligger 2 299 meter över havet och antalet invånare är 265.
Terrängen runt Morelos är kuperad åt nordost, men åt sydväst är den bergig. Runt Morelos är det ganska tätbefolkat, med 75 invånare per kvadratkilometer. Närmaste större samhälle är Heroica Ciudad de Tlaxiaco, 16,7 km nordost om Morelos. I omgivningarna runt Morelos växer i huvudsak blandskog.